# ポンペイ
ポンペイ（羅: Pompeii、伊: Pompei）は、イタリア・ナポリ近郊、ヴェスヴィオ山のふもとにあった古代都市。西暦79年のヴェスヴィオ噴火で発生した火砕流によって地中に埋もれたことで知られ、その遺跡は「ポンペイ、ヘルクラネウム及びトッレ・アンヌンツィアータの遺跡地域」の主要部分として、ユネスコの世界遺産に登録されている。

## 歴史

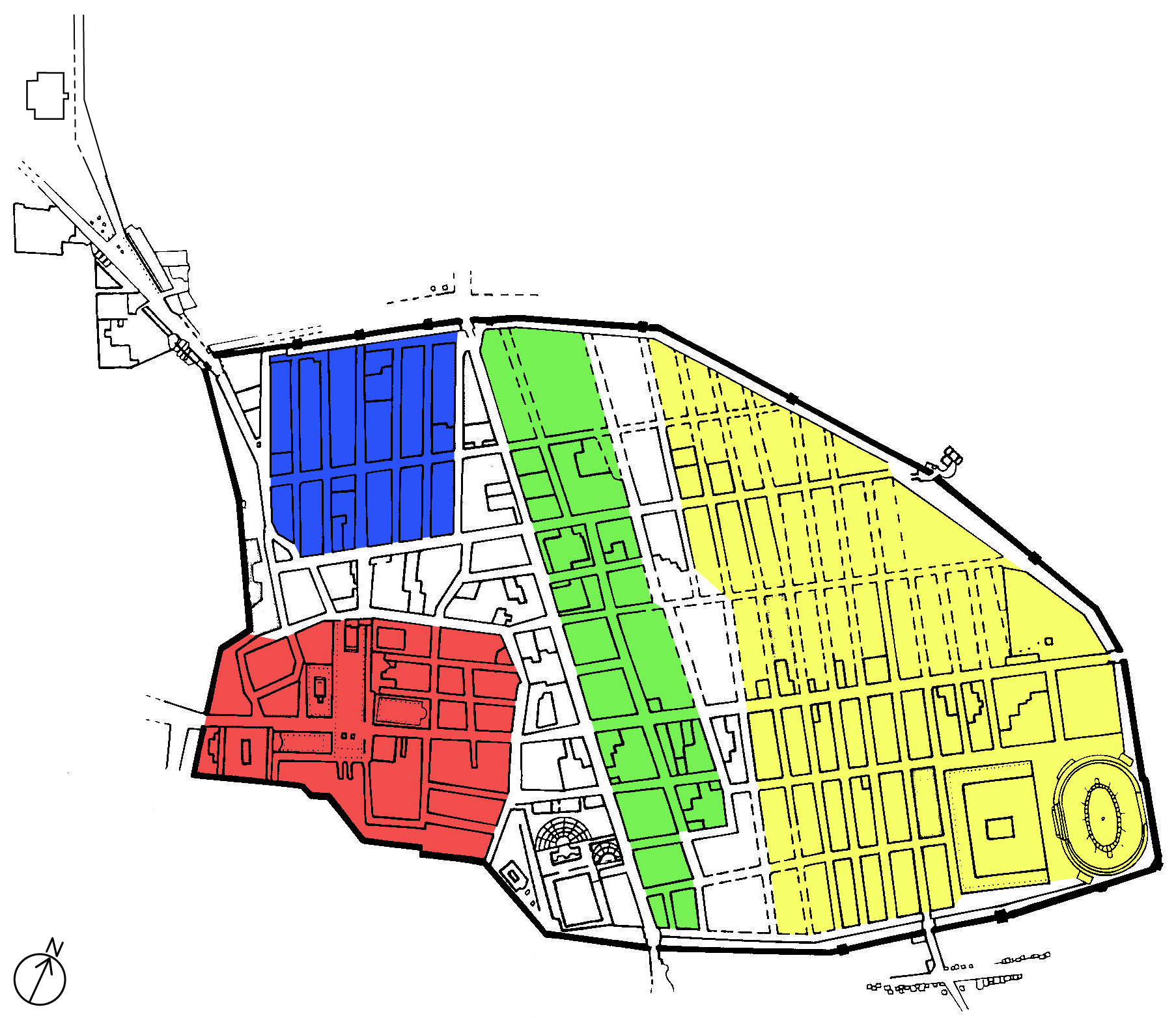
ポンペイの拡張史。
赤 - 最古の街(サムニウム期)
青 - 最初の拡張。紀元前4世紀。
緑 - 2度目の拡張
黄 - ローマ帝国による拡張。紀元前89年より。

### 初期
イタリア先住のオスキ人によって集落が形成された。紀元前7世紀頃はサルノ川の河口付近の丘に集落があった。その後紀元前526年からエトルリア人に占領されたが、ポンペイ市民はイタリア南部に居住していたギリシャ人と同盟を組み、紀元前474年クマエの海戦で支配から脱した。ギリシャ人はその後ナポリ湾を支配した。紀元前5世紀後半からサムニウム人の侵攻が始まった。

### サムニウム期
紀元前424年にはサムニウム人（あるいは「サムニテ人」「サムナイト人」en:Samnites）に征服されることとなった。サムニウム人はまた、カンパニア全体を支配した。この時代、ローマがポンペイを征服したという説があったが、現在この説を裏付けるものはない。
カンパニアの諸都市が同盟市戦争と呼ばれる戦争をローマに対して起こすと、ポンペイも反ローマ側に加わった。

### ローマ期
紀元前89年、ルキウス・コルネリウス・スッラによって町は征服されポンペイは周辺のカンパニア諸都市とともにローマ（ローマ帝国）の植民都市となった。ローマの支配下に入った後のポンペイの正式名は「Colonia Cornelia Veneria Pompeianorum」（ポンペイ人によるウェヌス女神に献呈されたコルネリウスの植民市）となった。ポンペイは港に届いたローマへの荷物を近くのアッピア街道に運ぶための重要な拠点となり、以後は商業都市として栄えた。
ポンペイは商業が盛んな港湾都市であった。整備された大きな港があり、海洋都市でもあった（ポンペイ周辺で火山活動の地殻変動が続いたことで、現在の遺跡の海抜は上昇し、水辺から遠ざかった状態になっている）。またぶどうの産地であり、ワインを運ぶための壺が多数出土されていることから、主な産業はワイン醸造だったことが窺える。碁盤の目状に通りがあり、大きな通りは石により舗装されていた。市の中心には広場もあり、かなり計画的に設計された都市であることも分かっている。
街の守護神は、美と恋愛の女神ウェヌスであった。
娼婦の館も発掘され男女の交わりを描いた壁画が多く出土したので、現代ではポンペイは「快楽の都市」と呼ばれることもある。古代ローマ時代は性的におおらかな時代であり、ポンペイに限らず古代ローマの商業都市には商人向け（旅商人向け）の娼婦館のような施設は多かったという。

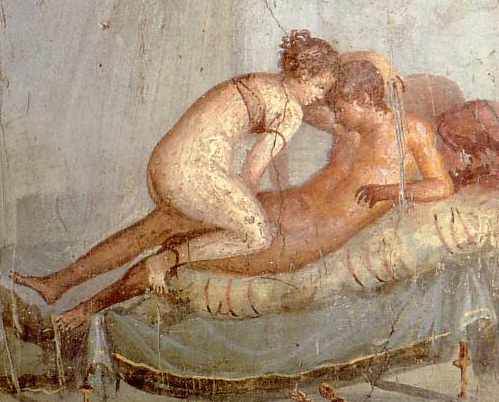
娼館に残っていた壁画
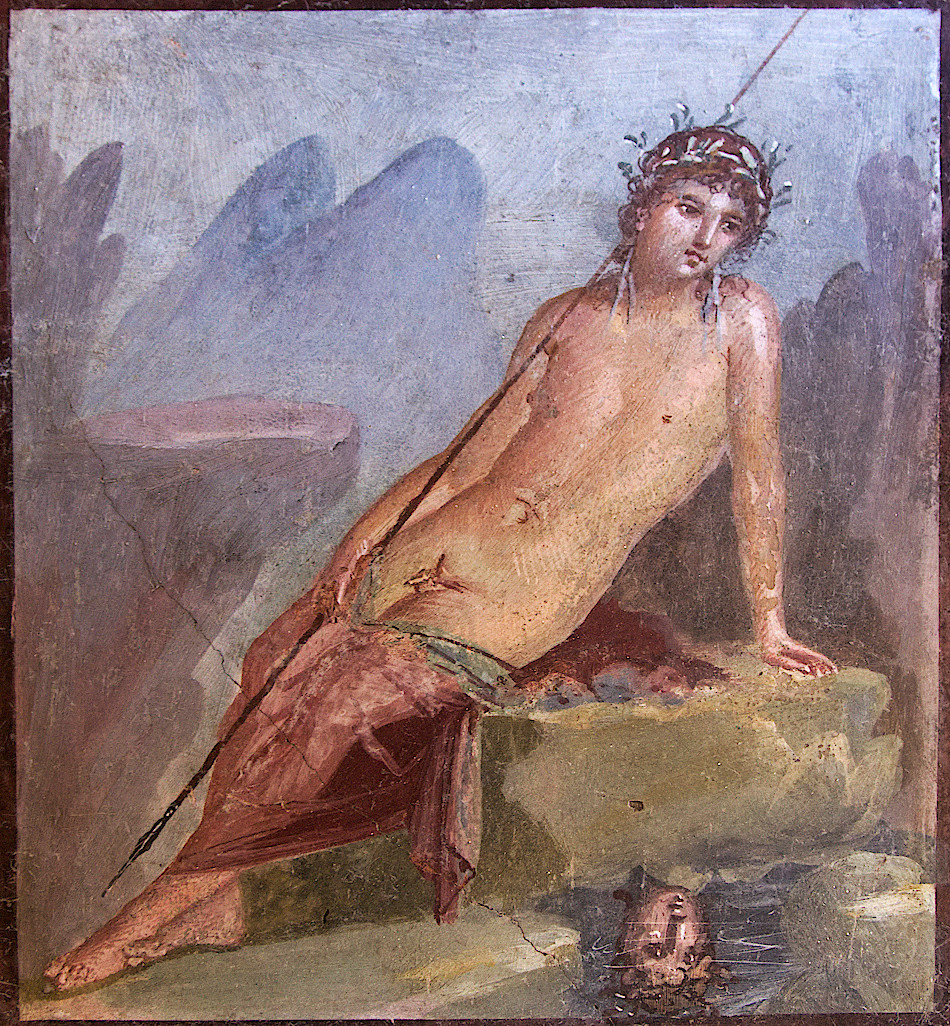
ポンペイのナルキッソスの絵
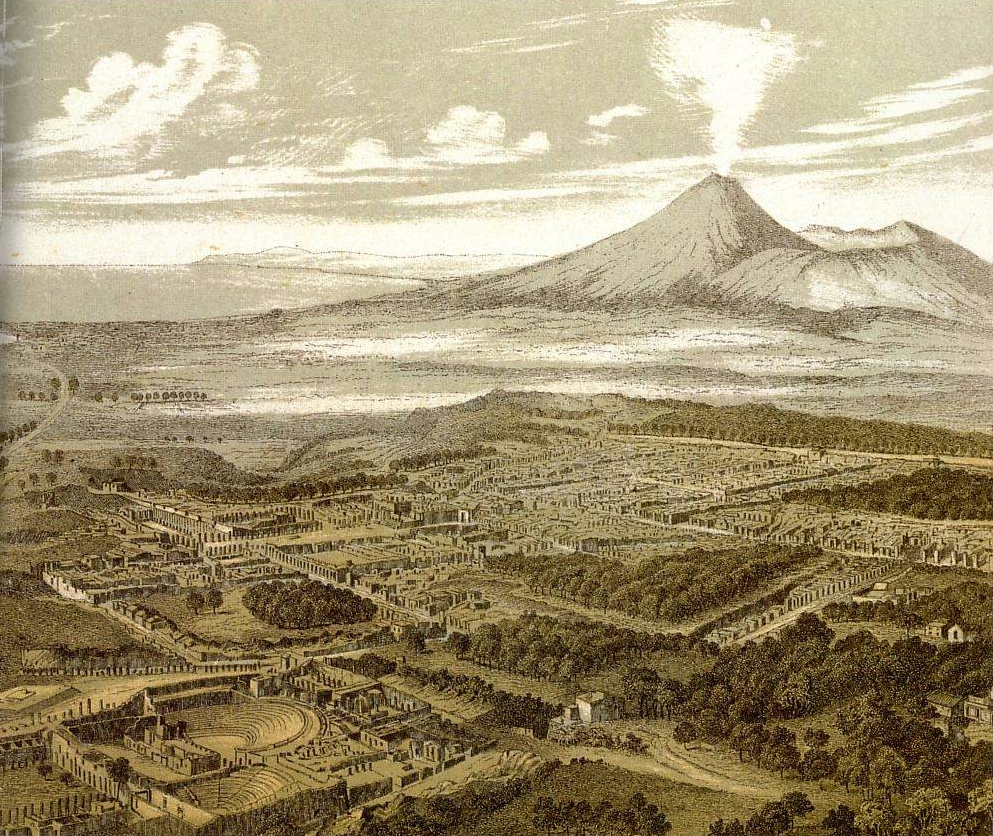
噴火前のポンペイの想像図。現代より山が高い。

### 噴火

79年のヴェスヴィオ噴火による降下火山灰の被害地区（黒色部分）。火砕流による被害地域よりもはるかに広い。

噴火したのは西暦79年であることは間違いないが、その正確な日付については一部に議論がある（以下の解説では、一般に用いられている日付で解説する）。
西暦62年2月5日に発生したポンペイ地震により、ポンペイや他のカンパニア諸都市は大きな被害を受けた。再建作業はされたが、不完全な状態で西暦79年8月24日以降（噴火日については後述）の午後1時頃にヴェスヴィオ火山が大噴火し、一昼夜に渡って火山灰が降り続けた。
翌8月25日（噴火から約12時間後）の噴火末期に火砕流が発生し、ポンペイ市は一瞬にして完全に地中に埋まった。降灰はその後も続いた。軍人でもあった博物学者のガイウス・プリニウス・セクンドゥス（大プリニウス）は、ポンペイの市民を救助するために船で急行したが、煙（有毒火山ガス？）に巻かれて死んだことが甥のガイウス・プリニウス・カエキリウス・セクンドゥス（小プリニウス）による当時の記述から知られている。
当時、唯一の信頼できる記録は、小プリニウスが歴史家タキトゥスに宛てた手紙である。これによると、大プリニウスはヴェスヴィオ火山の山頂の火口付近から、松の木（イタリアカサマツ）のような形の暗い雲が山の斜面を急速に下り、海にまで雪崩れ込んだのを見たと記録している。火口から海までを覆ったこの雲は、現在では火砕流として知られる。これは火山が噴火したときに、高温ガスや灰や岩石が雪崩のように流れる現象である。プリニウスは爆発時に地震を感じ、地面は非常に揺れたと述べている。さらに灰がどんどん積もり、彼は村から逃げなければならなかったが、海の水がみるみる引いていった後に「津波」がおきた。ただし、当時のヨーロッパ人は津波という言葉を持っていなかったので、プリニウスの表現は違っている。プリニウスの記述には、太陽が爆発によって覆われてよく見えなかったと続き、大プリニウスはこの現象を調査するために船で再び陸に向かったが、窒息して死んだ。
噴火直後に当時のローマ皇帝ティトゥスはポンペイに役人を派遣するが、市は壊滅したあとだった。市民の多くが火砕流発生前にローマなどに逃げたが、これら一連の災害により、地震の前には2万人程度いたポンペイ市民の内、何らかの理由で街に留まった者の中から逃げ遅れた者約2千人が犠牲になった。

### 発掘

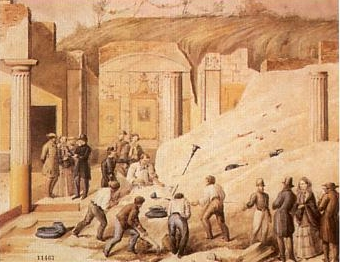
19世紀に発掘されるポンペイ

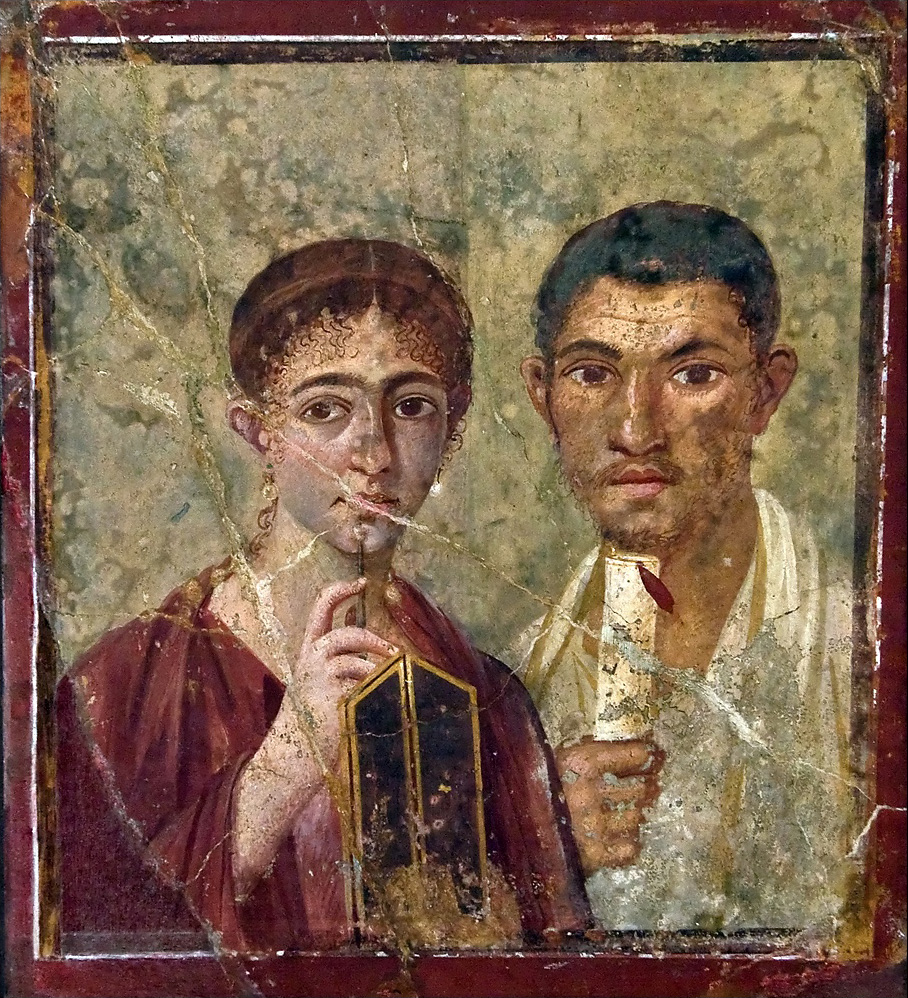
発掘された肖像画、フレスコ、国立ナポリ考古学博物館

噴火によって壊滅した後は二度と集落が作られることはなかったが、その後1000年以上「町」という地名で呼ばれた他、散発的に古代の品が発見されたので、下に都市が埋まっていることは知られていた。
1738年にヘルクラネウム（現在のエルコラーノに所在）が、1748年にポンペイが再発見され、建造物の完全な形や当時の壁画を明らかにするために断続的に発掘が行われた。いくつかの男女の交わりを描く美術品（フレスコ画）は、最初フォンターナによって発掘されたが、将来考古学者によって再発見されたほうが重要性がわかるであろうと判断したフォンターナ自身が埋め戻したとされる。ただしこれには明確な証拠はない。
ポンペイとその周辺の別荘からは多数の壁画が発掘され、古代ローマの絵画を知る上で重要な作品群となっている。ポンペイの壁画の様式には年代により変遷が見られ、主題も静物、風景、風俗、神話と多岐にわたっている。男女の交わりを描いた絵も有名で、これらはフォルム（市民広場）や浴場や多くの家や別荘で、よい状態で保存され続けていた。1000平方メートルの広さをもつホテルは、町のそばで見つかった。現在、このホテルは、「グランドホテル Murecine」と呼ばれる。
ポンペイが人々の前にその姿を再び現した18世紀半ばから、発掘は現在に至るまで続けられている。地中から次々と現れるローマ時代の遺品の美しさに世界が驚愕したが、その美しさの秘密は火砕流堆積物にあった。火山灰を主体とする火砕流堆積物には乾燥剤として用いられるシリカゲルに似た成分が含まれ、湿気を吸収した。この火山灰が町全体を隙間なく埋め尽くしたため、壁画や美術品の劣化が最小限に食い止められていた。当時の宗教儀式の様子を描いた壁画の鮮烈な色合いは「ポンペイ・レッド」と呼ばれている。
ポンペイは建造物や街区が古代ローマ当時のままの唯一の町として知られている。後の歴史家たちは、その歴史家の時代のローマは古代ローマをそのまま伝えていると誤解していたが、ポンペイこそが最も純粋に古代ローマの伝統を守り、ほぼ直角に交差する直線の大通りによって規則的に区切られ、計画的に設計された町であった。通りの両側には家と店がある。建造物は石でできていた。居酒屋のメニューも残っており、「お客様へ、私どもは台所に鶏肉、魚、豚、孔雀などを用意してあります。」と記されている。

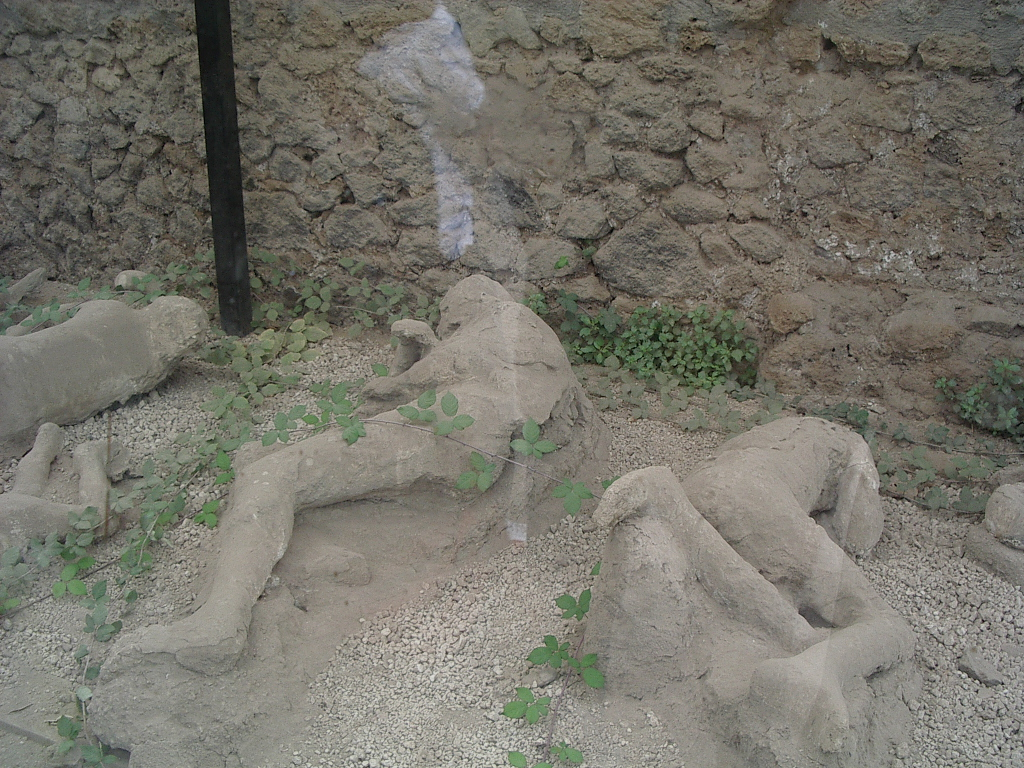
石膏で復元した遺体

噴火時に発生した火砕流の速度は100km/h以上で、市民は到底逃げることはできず、一瞬のうちに全員が生き埋めになった。発掘された際には遺体部分だけが腐敗消失し、火山灰の中に空洞ができていた。1863年に発掘総監督に就任したジュゼッペ・フィオレッリは、the Alley of the Skeletons（骸骨の路地）と呼ばれる場所で死体の周りが空洞になっていることを見つけ、石膏を流し込む手法を発明し。逃げまどう市民の最期の瞬間を再現した。顔までは再現できなかったが、母親が子供を覆い隠して襲い来る火砕流から子供だけでも守ろうとした様子（後のDNA鑑定で片方は男性で更に血縁関係が無いことが判明した）、飼われていた犬がもだえ苦しむ様子が生々しく再現された。この石膏像の制作によって遺骨が損傷したため、ポンペイ市民の法医学的な調査は長らく滞っていたが、オプロンティス荘近くの商館と思われる建物の地下室から老若男女身分がバラバラ（居場所は身分別にある程度グループを作って固まっていた）な54体の遺骨が発見された。彼らは火砕流からは難を逃れたが、火山性ガスによる窒息で死亡して火山灰に埋もれていた。
町は、1世紀の古代ローマ人たちの生きた生活の様子をそのまま伝える。焼いたままのパンや、テーブルに並べられたままの当時の食事と食器、コイン、クリーニング屋のような職業、貿易会社の存在、壁の落書きが当時のラテン語をそのまま伝えている。保存状態のよいフレスコ画は、当時の文化をそのまま伝える。整備された上下水道の水道の弁は、水の量を調節する仕組みが現在とほとんど変わらず、きれいな水を町中に送っていた。トイレが社交の場となっていたらしく二人掛けのトイレが存在し、トイレは奴隷とその主が共同で使用しており、壁には「見事だ」と奴隷による落書きが残された遺構がある。発掘された排泄物や骨の調査から、身分によって食事の内容に違いはなく、全員が健康的な食生活を送っていたものとされる。
噴火時の町の人口は1万人弱で、ローマ市の富裕層の別荘も多くあり、また彼ら向けのサービスも多くあった。Macellum（大きな食物市場）、Pistrinum（製粉所）、Thermopolia（冷たいものや熱いものなどさまざまな飲料を提供したバー）、cauporioe（小さなレストラン）、円形劇場などがあり、噴火直前までこれらが営業していた痕跡がある。2002年にはサルノ川河口にボートを浮かべ、ヴェネツィアのような船上生活をしていた人がいたことが判明するなど現在も新事実が続々と報告されている。
「市民全員が噴火で死亡し、唯一の生き残りの死刑囚がポンペイの町のことを語ったが、誰も信用しなかった。しかしそれは伝説として残り、発掘されることになった」という逸話が伝わるが事実ではないと思われる（とりわけ死刑囚に関する事項）。火砕流は歴史的にはまれな現象であり、目撃者はほとんど全員が死亡するので伝説としても残りにくく、一般人に理解されることは困難である。この逸話は1902年に、西インド諸島のフランス領マルティニーク島にあるプレー火山で起きた同様の火砕流噴火を下敷きにしていると思われる。この噴火では火砕流以外に麓のサンピエール市で泥流が発生し、警察の留置場に拘留されていた囚人を含めた3名のみを残して住民約2万8千人が一瞬にしてほぼ全滅した。
一方で、ポンペイの建築物が発掘されて白日の下にさらされたことにより、雨風による腐朽が進行するようになった。2010年11月8日には「剣闘士の家」と呼ばれた建物が倒壊、翌2011年10月21日には「ポルタノラの壁」が倒壊している。さらには観光客の増加による観光公害も問題となり、2024年11月15日からは遺跡保護と安全確保のため、入域に1日2万人の制限を設けた。

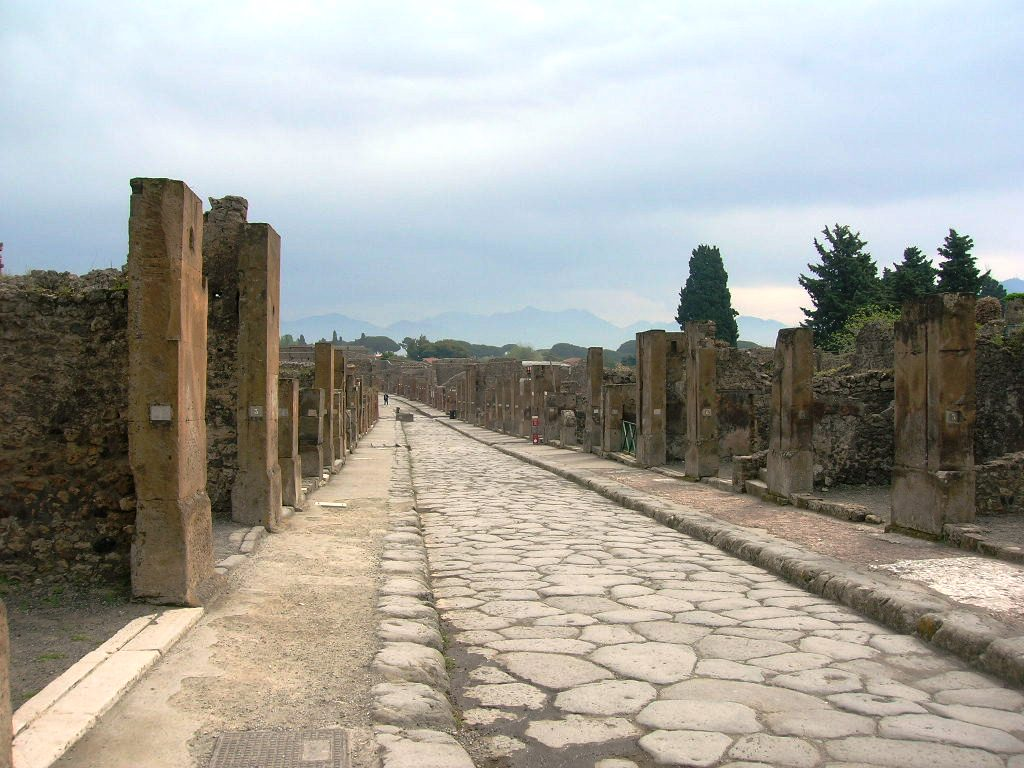
アボンダンツァ通り
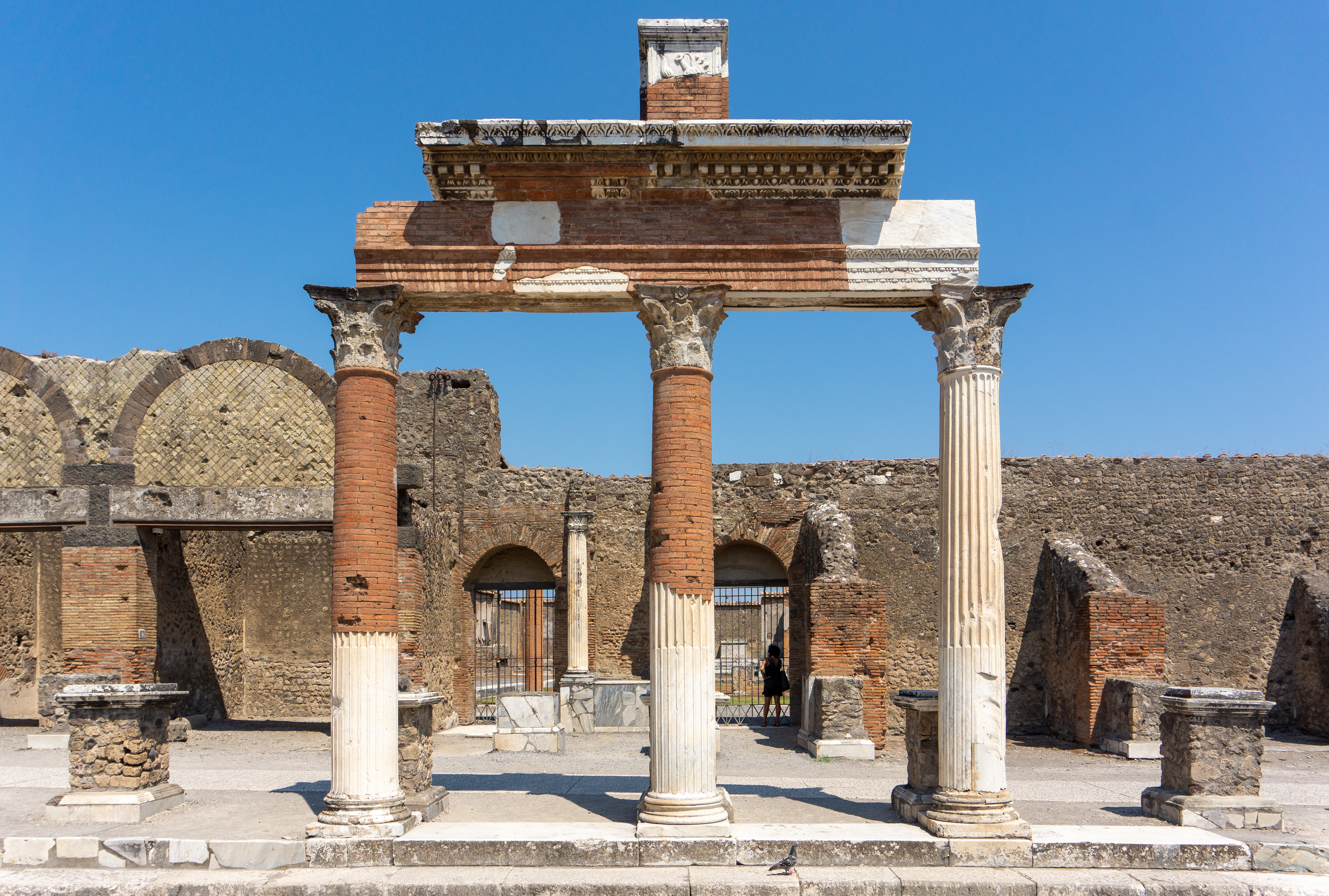
ポンペイ市場の正門
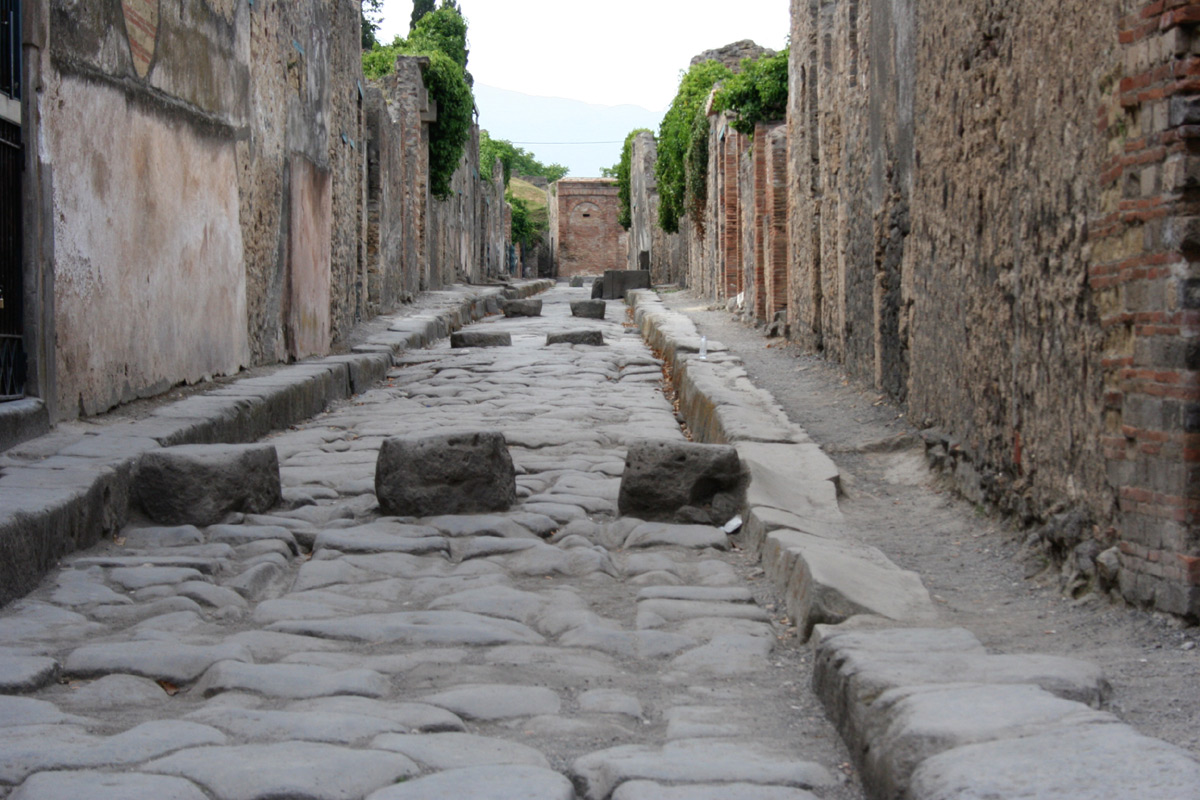
ポンペイの街路（の遺跡）。車道と歩道が分離され、歩行者の安全に配慮されている。飛石状のものは横断歩道で、馬車や荷車の車輪は通し、人は雨天でも足を水溜りで濡らさず道を渡ることができる。
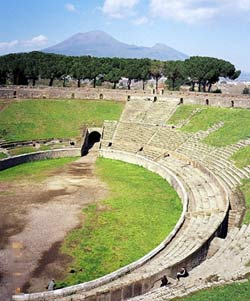
野外闘技場の遺跡。背景はヴェスヴィオ山。
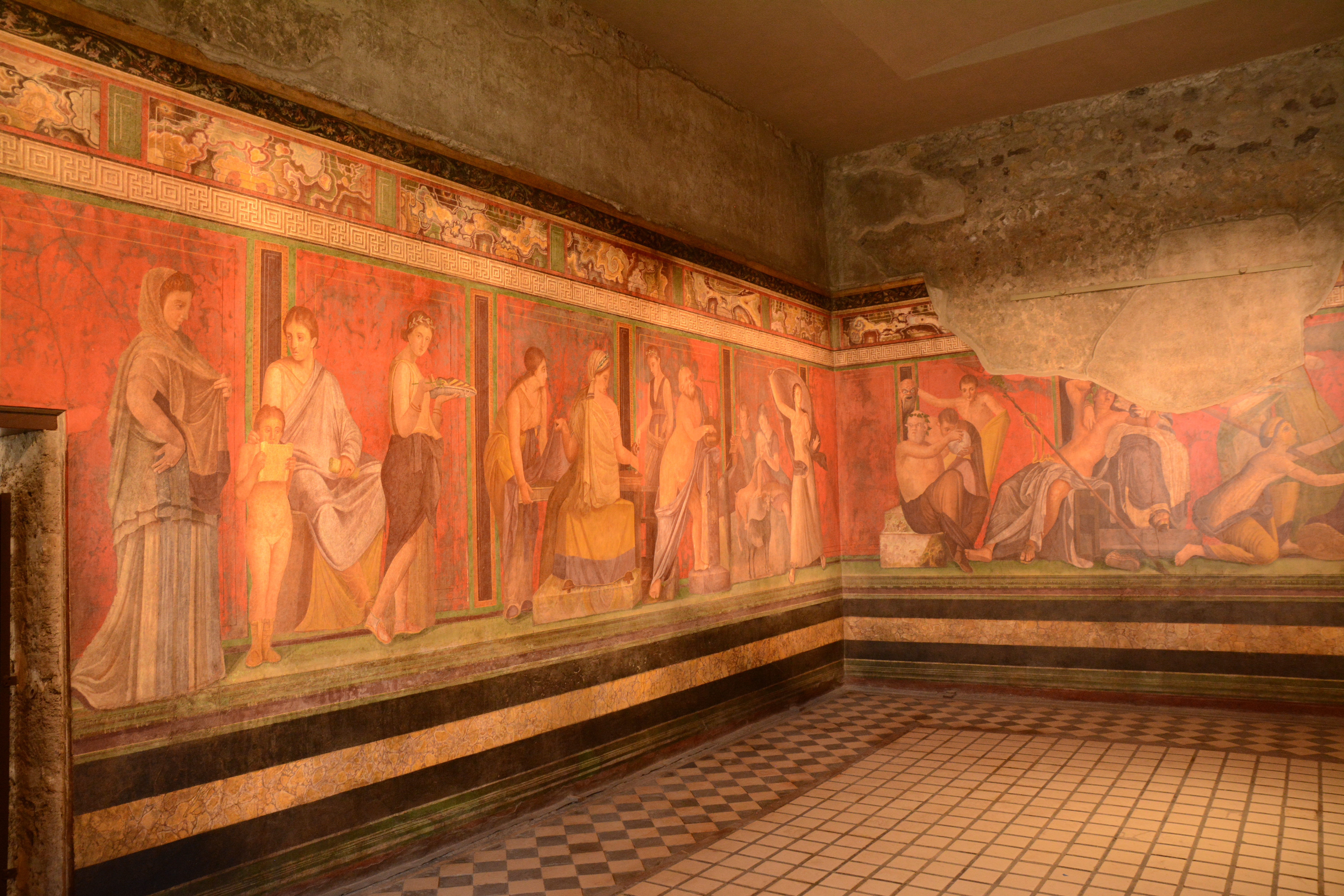
秘儀荘の壁画（左）
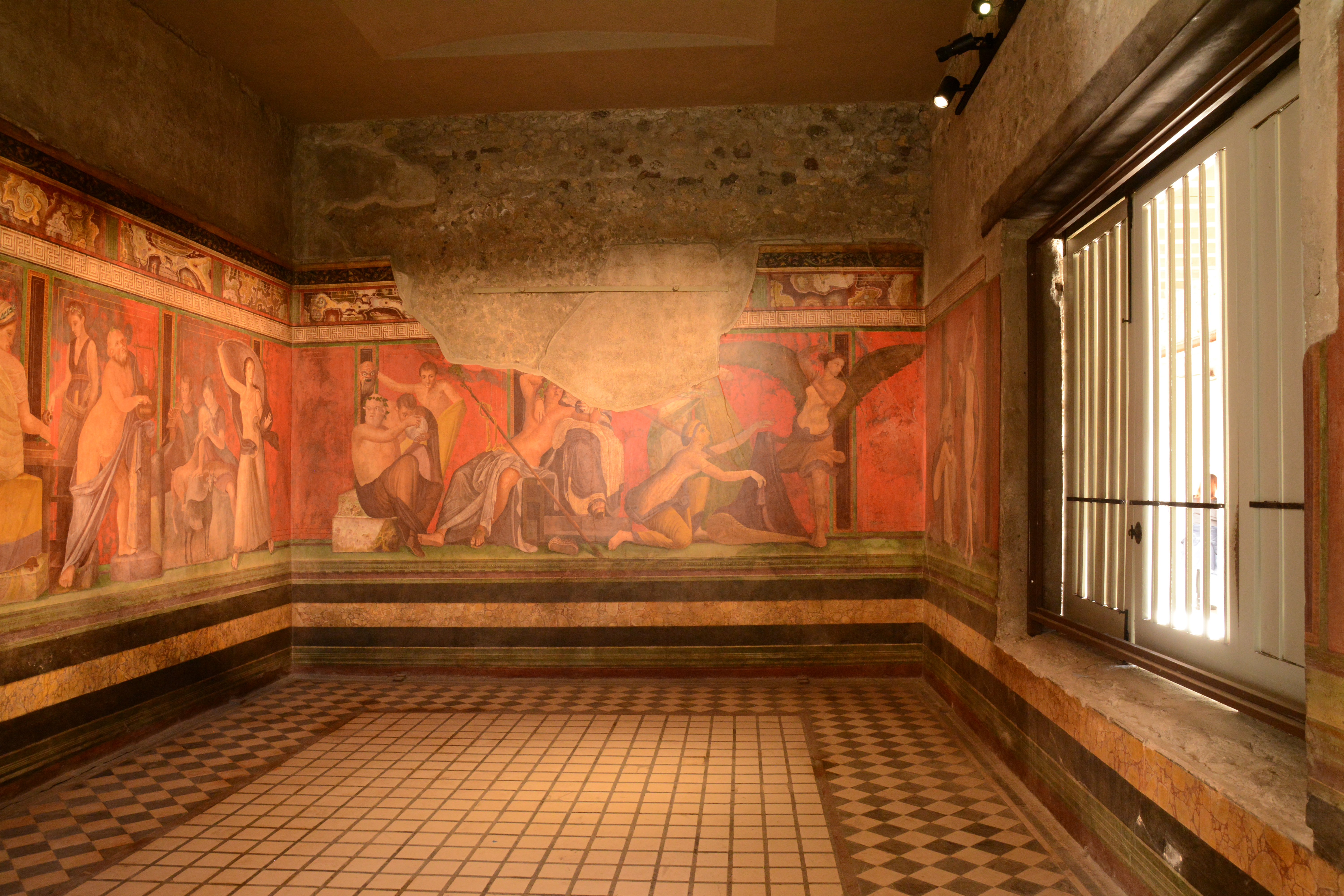
秘儀荘の壁画（中央）
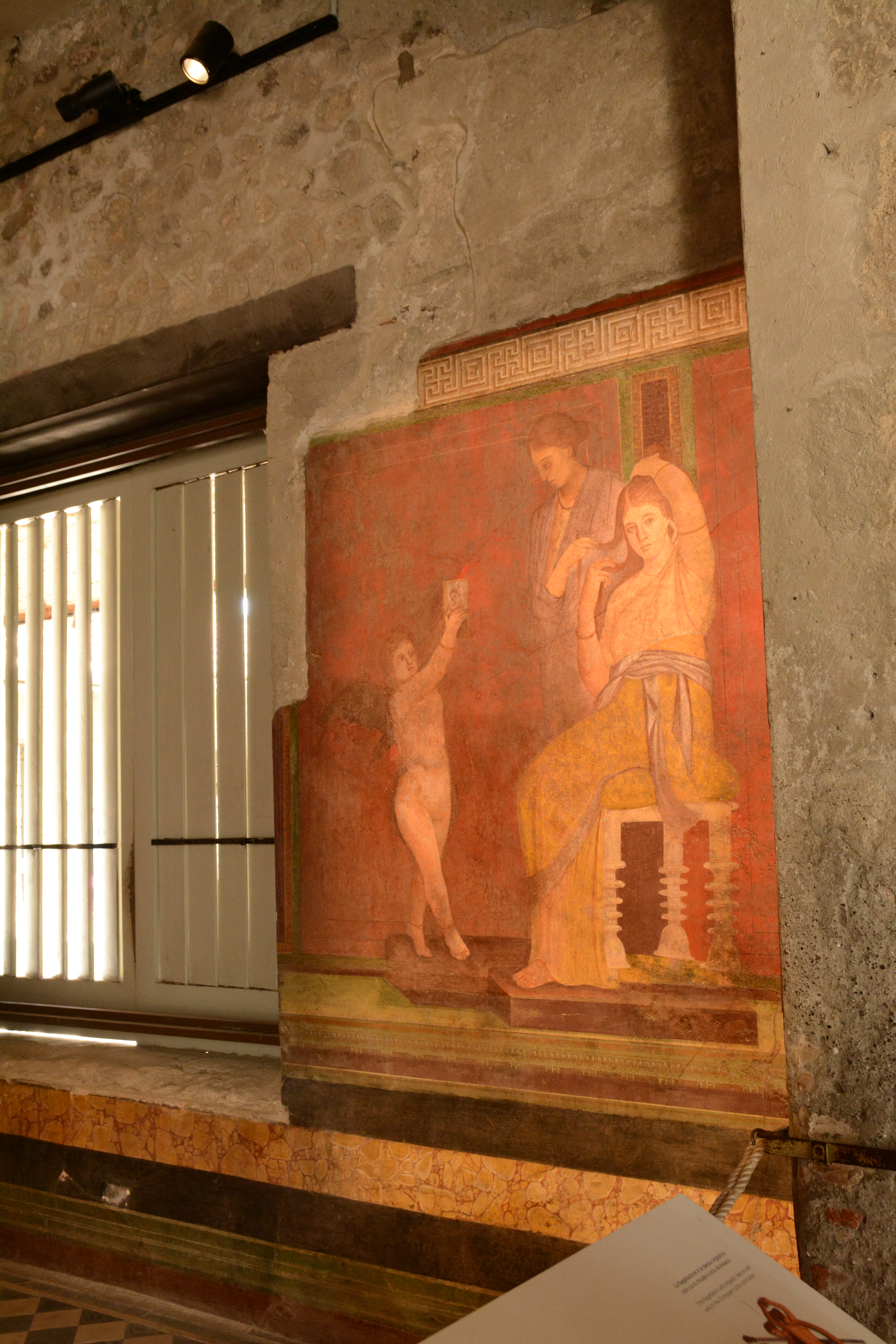
秘儀荘の壁画（右）
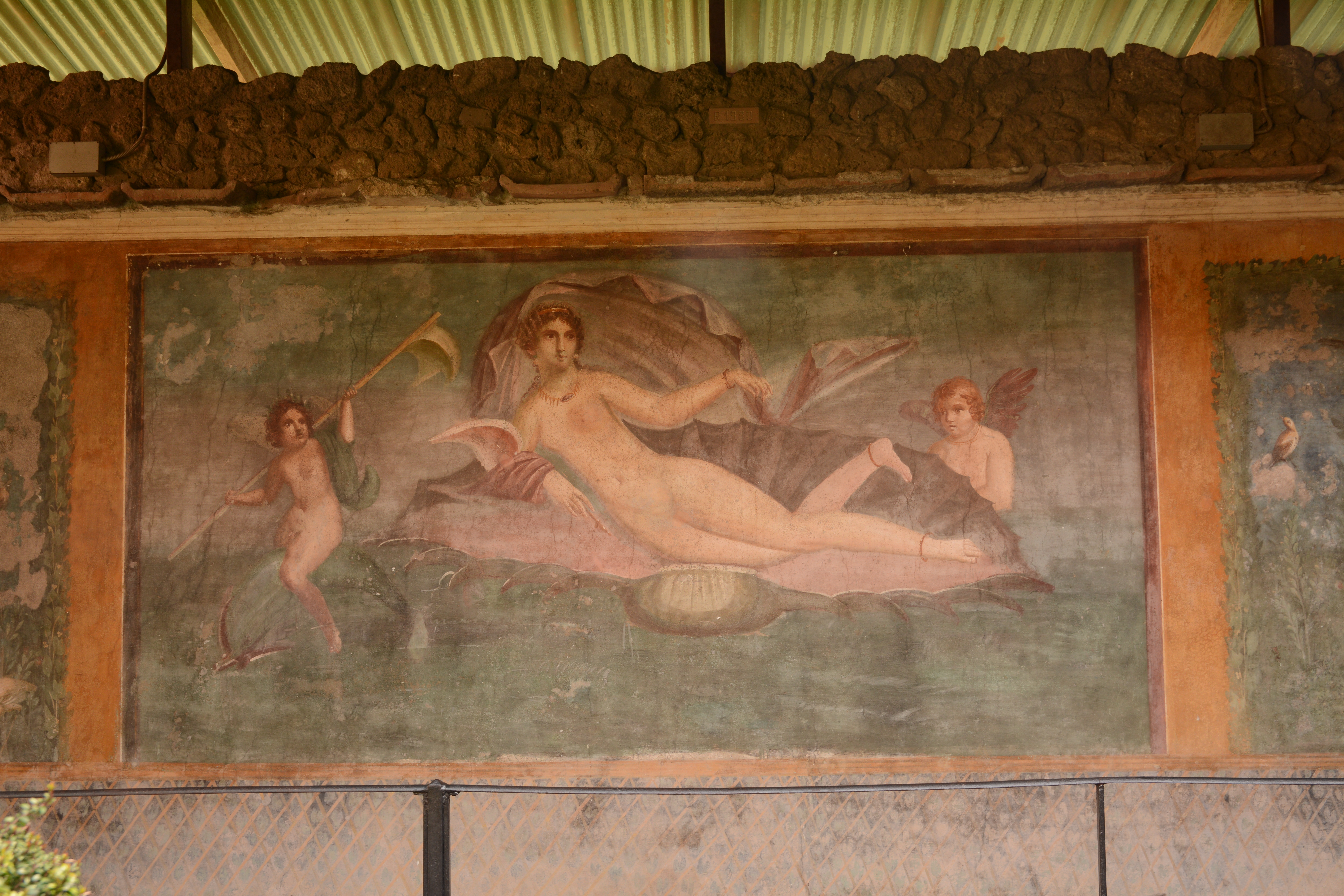
貝のヴィーナスの家の壁画
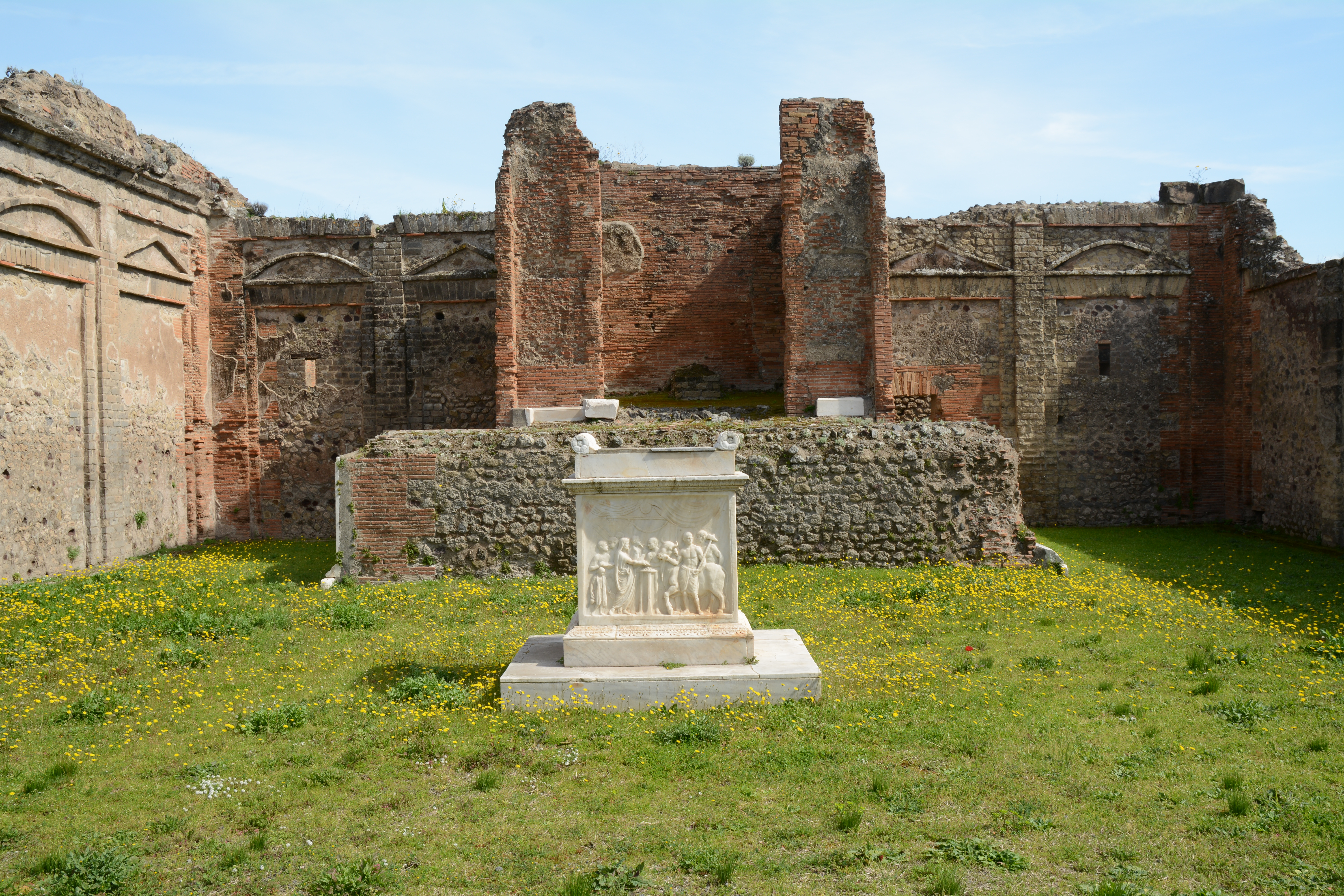
アウグストゥスの守護神の神殿
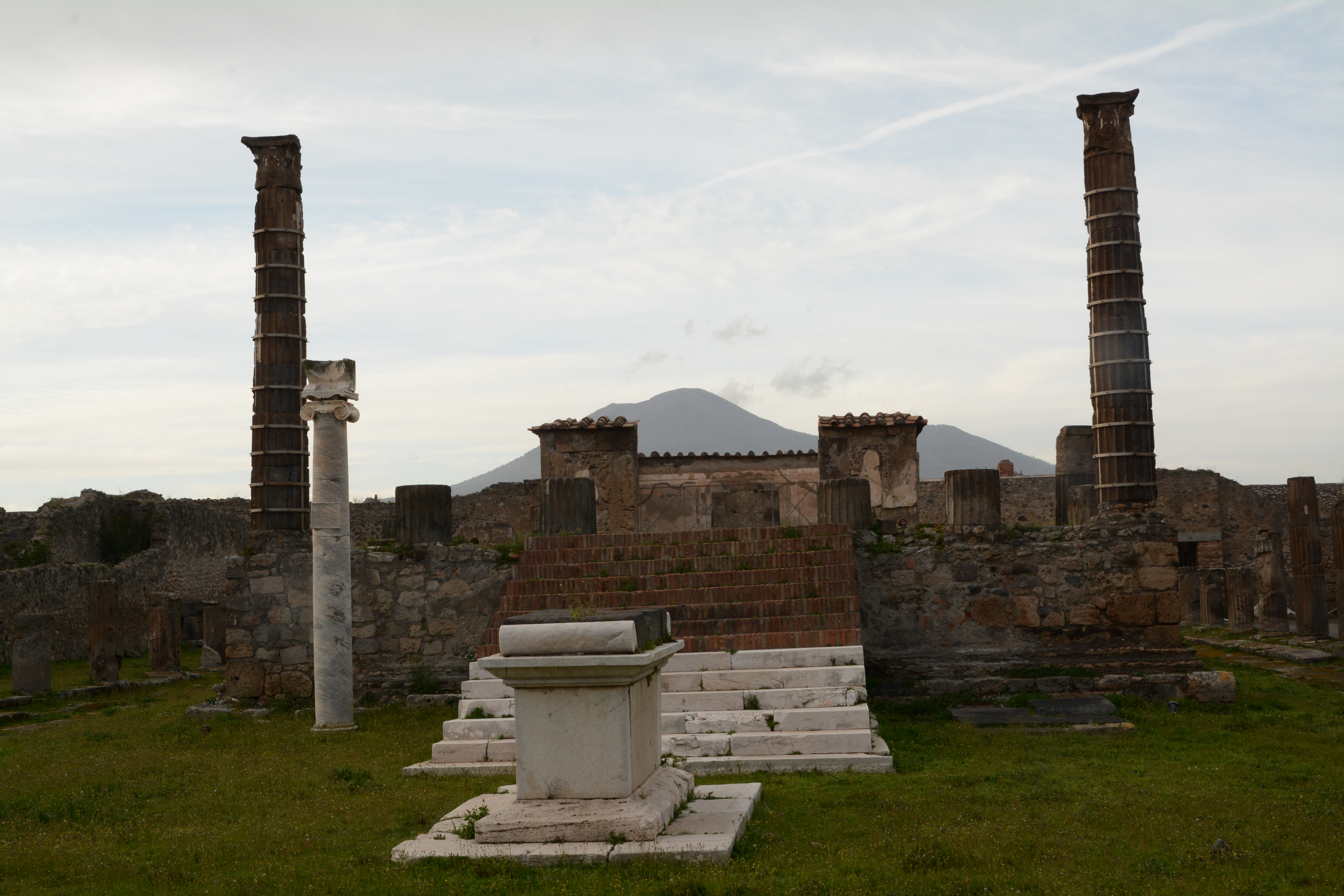
アポロンの聖域（背景はベスビオ山）
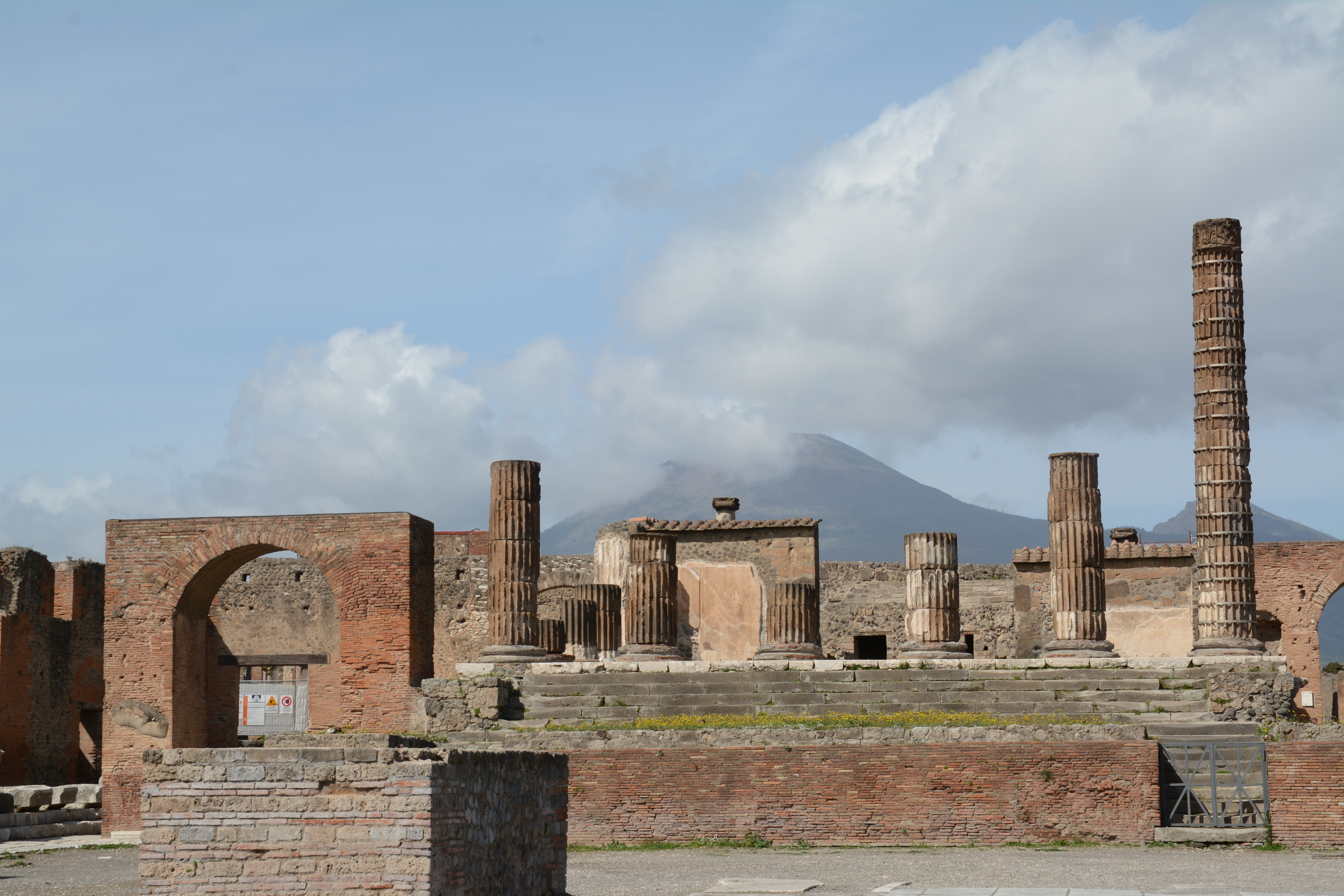
ジュピターの神殿
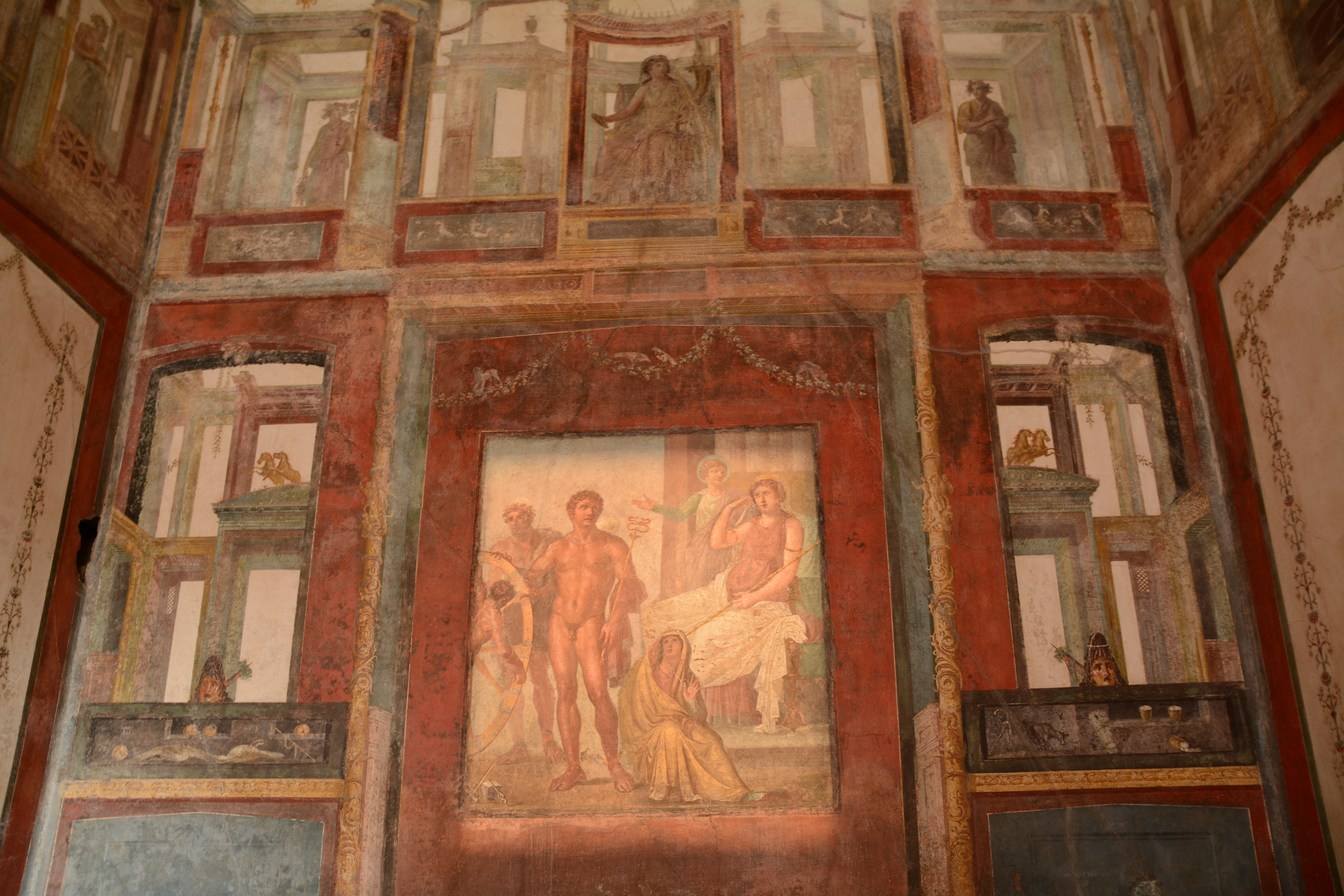
ヴェッティの家の壁画

### 噴火日についての論争
壊滅的な被害を受ける噴火の発生日は79年8月24日とされているが、18世紀に発掘が開始されて以来、発見された衣類、農作物などから実際に噴火したのは8月24日より後である可能性が示唆されていた。また、2018年の発掘調査では家屋の壁に「11月の最初の日からさかのぼって16番目の日」と書かれているのが発見された。これにより、実際に噴火が発生したのは79年10月17日以降である可能性が指摘されている。

## 迷信
ポンペイを訪れた者が、遺物を持ち帰ると不幸に見舞われるという迷信が存在する。
科学的根拠はまったくないが、迷信が不心得者による遺物持ち去りに対して抑制的に働き、結果的に遺跡の保全に結びついている。ポンペイ遺跡には返還された遺物とともに「謝罪の手紙」を展示するスペースが設けられており、遺物の持ち去りを戒めている。

## ポンペイを題材にした作品
絵画

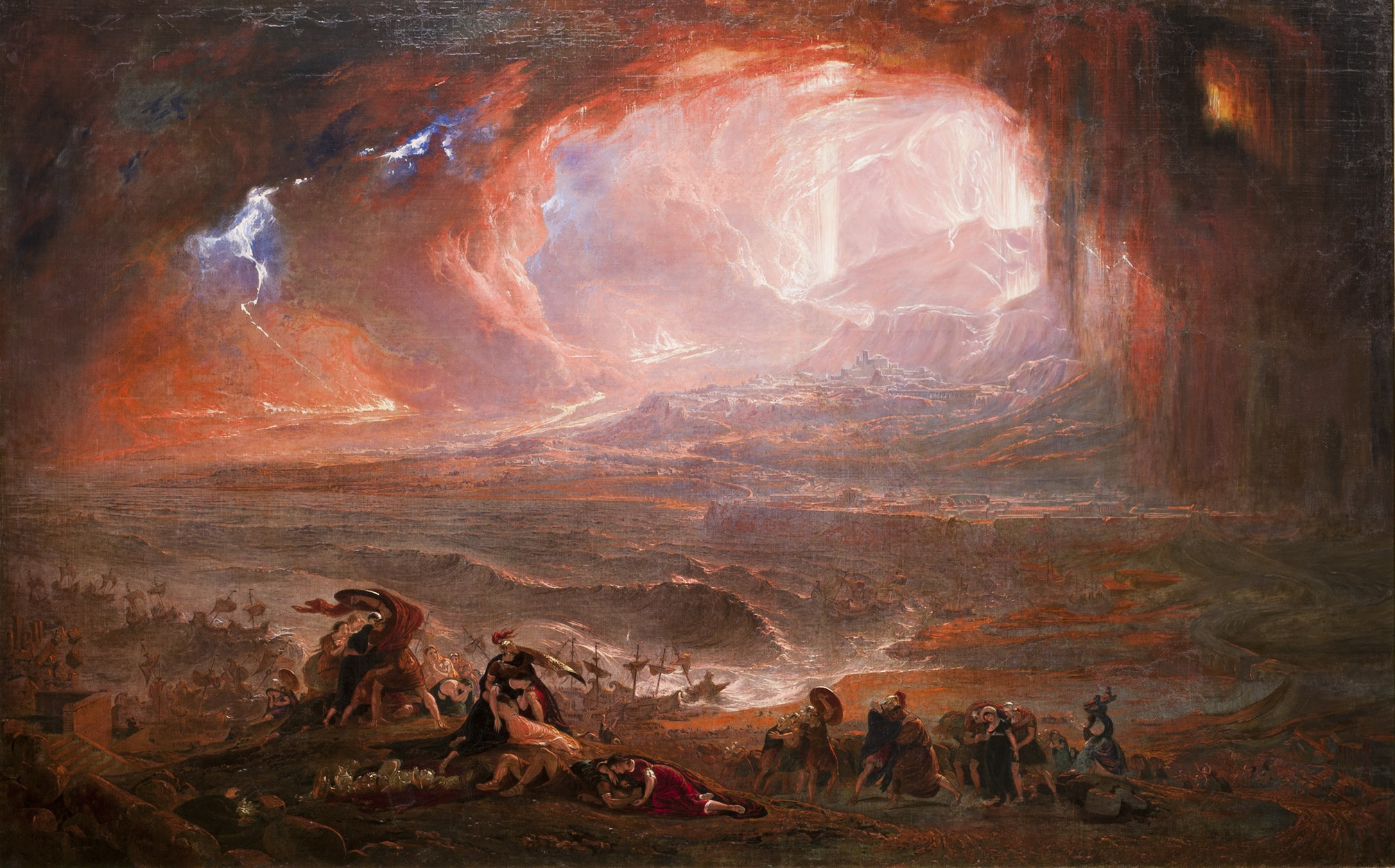
ジョン・マーティン作『ポンペイとエルコラーノの壊滅』(復元版),1821年

カール・ブリューロフ作、「ポンペイ最後の日」

- ポンペイとエルコラーノの壊滅（復元版）、1821年、ジョン・マーティン作、テート・ブリテン蔵
- ポンペイ最後の日 (ブリューロフの絵画)（The last Day of Pompeii、1830-33年、カール・ブリューロフ）
- ポンペイ（1938年、ポール・デルヴォー）

小説
- ポンペイ最後の日（1834年、エドワード・ブルワー＝リットン）
- ポンペイの四日間（2003年、ロバート・ハリス）
- マジック・ツリーハウス ポンペイ最後の日(1998年、メアリー・ポープ・オズボーン（英語版）、原書13巻、邦訳版7巻)

映画
- ポンペイ最後の日（1926年、監督：カルミネ・ガローネ、アムレート・パレルミ）
- ポンペイ最後の日（1935年、監督：アーネスト・B・シュードサック）
- ポンペイ最後の日（1950年、監督：マルセル・レルビエ、パオロ・モッファ）
- ポンペイ最後の日（1959年、監督：マリオ・ボンナルド）
- ボルケーノinポンペイ 都市が消えた日（2007年、監督：ジュリオ・バーセ、TVムービー）
- マジック・ツリーハウス（2012年、監督：錦織博、作中描かれる4つのエピソードのうち一つに上記原作小説が使用された）
- ポンペイ（2014年、監督：ポール・W・S・アンダーソン）

ドラマ
- 『ドクター・フー』第4シリーズ「ポンペイ最後の日」（2008年、監督：コリン・ティーグ）

音楽
- ポンペイ（pompeii、1977年、トリアンヴィラート）
- ヴェスヴィアス（Vesuvius、1999年、フランク・ティケリ）
- ピンク・フロイド・ライヴ・アット・ポンペイ（ピンク・フロイド）

漫画
- NGライフ 1-9巻（草凪みずほ）
- ジョジョの奇妙な冒険 第5部（荒木飛呂彦）
- プリニウス 第1話ほか（ヤマザキマリ）
- 世界史探偵コナン8 古代都市ポンペイの真実（青山剛昌・山浦聡）

## テレビ番組
- 古代ローマ大発掘スペシャル 2000年の時を越えて謎の地下遺跡を世界初公開！（2008年11月24日、日本テレビ） - ポンペイ発掘を現場レポート[9][10]
- 地球ドラマチック（NHK教育）
  - ポンペイ“骨”が語る真実（2014年4月5日）[11]
  - ポンペイ 知られざるローマ人の暮らし（2016年10月22日）[12]
  - ポンペイ 石こう像の新事実（2019年4月6日）[13]
  - ポンペイの起源～もうひとつの埋もれた歴史～（2022年11月19日）[14]
- ミステリアス 古代文明への旅 「蘇えるポンペイ」（2014年9月29日、BSテレ東）[15]
- WILD NATURE 地球大紀行 ローマ大発掘 悪徳の都 ポンペイ（2020年3月20日、BS朝日）[16]
- よみがえるポンペイ（2021年1月25日、NHK衛星ハイビジョン）[17]
- 有吉の世界同時中継 幻の古代都市ポンペイの最新発掘現場をテレビ初取材SP（2022年4月28日、テレビ東京）[18]
- ポンペイ遺跡 〜 新発見！古代都市ポンペイの真実（2023年3月19日、TBS）[19]
- 世界ふしぎ発見！ ポンペイの真実 元祖ミステリーハンターは古代ローマ人？（2024年3月9日、TBS）